# Мали Окич
Мали Окич (словен. Mali Okič) је насељено место у општини Циркулане, Подравска регија, Словенија.

## Историја
До територијалне реорганизације у Словенији био је у саставу старе општине Птуј.

## Становништво
У попису становништва из 2011. године, Мали Окич је имао 102 становника.
| Број становника према пописима | Број становника према пописима | Број становника према пописима |
| ------------------------------ | ------------------------------ | ------------------------------ |
| 1991                           | 2002                           | 2011                           |
| 105                            | 100                            | 102                            |

Напомена: Године 1974. умањено за део насеља који је припојен насељу Велики Окич (Видем).